# Sapromyza tuberculosa
Sapromyza tuberculosa är en tvåvingeart som beskrevs av Becker 1895. Sapromyza tuberculosa ingår i släktet Sapromyza och familjen lövflugor. Inga underarter finns listade i Catalogue of Life.